# Cornelis van der Gijp
Cornelis „Cor“ van der Gijp (* 1. August 1931 in Dordrecht; † 12. November 2022 ebenda) war ein niederländischer Fußballspieler.

## Karriere
Cornelis van der Gijp spielte wie seine Brüder Wim, Janus und Freek beim SC Emma in Dordrecht. 1955 wechselte er zu Feyenoord Rotterdam, wo er 233 Spiele für den Klub bestritt und dabei 171 Tore erzielte. Während seiner Zeit in Rotterdam wurde er zweimal niederländischer Fußballmeister (1961 und 1962) und konnte in den Jahren 1958 und 1959 den Benelux Cup gewinnen. 1964 wechselte er zu Blauw Wit Amsterdam, wo er die letzten Jahre seiner Spielerkarriere absolvierte.
Für die niederländische Fußballnationalmannschaft kam er von 1954 bis 1961 in 13 Spielen zum Einsatz und schoss dabei 6 Tore. Zudem gehörte er zum Aufgebot der Niederlande bei den Olympischen Sommerspielen 1952.
Nach seiner Spielerkarriere wurde van der Gijp Schiedsrichter, hörte jedoch aufgrund von Widerstand bei den anderen Schiedsrichtern des Koninklijke Nederlandse Voetbal Bond nach einer Saison bereits wieder auf. Es folgten Trainerstationen bei verschiedenen niederländischen Clubs, darunter SC Veendam und später beim FC Dordrecht. 1989 wurde er Sportdirektor bei Feyenoord und ein Jahr später übernahm er dieses Amt beim PSV Eindhoven.
Die letzten Jahre seines Lebens lebte van der Gijp in einem Pflegeheim in Dordrecht, wo er im November 2022 im Alter von 91 Jahren starb. Er litt seit mehreren Jahren an Demenz.

## Familie
Sein Bruder Wim, sein Neffe René sowie sein Sohn Dennis waren ebenfalls Profifußballer.